# Milizac-Guipronvel
Milizac-Guipronvel es una comuna nueva francesa situada en el departamento de Finisterre, de la región de Bretaña.

## Historia
Fue creada el 1 de enero de 2017, en aplicación de una resolución del prefecto de Finisterre de 29 de mayo de 2016 con la unión de las comunas de Guipronvel y Milizac, pasando a estar el ayuntamiento en la antigua comuna de Milizac.

## Demografía
| Gráfica de evolución demográfica de Milizac-Guipronvel entre 1800 y 2013 |
|                                                                          |

Los datos entre 1800 y 2013 son el resultado de sumar los parciales de las dos comunas que forman la nueva comuna de Milizac-Guipronvel, cuyos datos se han cogido de 1800 a 1999, para las comunas de Guipronvel y Milizac de la página francesa EHESS/Cassini. Los demás datos se han cogido de la página del INSEE.

## Composición
| Comuna delegada | Código INSEE | Población (2013) | Superficie (km²) | Densidad (hab./km²) |
| --------------- | ------------ | ---------------- | ---------------- | ------------------- |
| Guipronvel      | 29076        | 787              | 8.39             | 94                  |
| Milizac         | 29149        | 3426             | 33.23            | 103                 |